# R.E.M. Beauty
A R.E.M. Beauty é uma marca de cosméticos criada em novembro de 2021 pela cantora americana Ariana Grande. O nome é inspirado em uma música de mesmo título da artista lançada em 2018 "R.E.M.". Ariana ainda explicou que "rem", em inglês, é uma sigla para "rapid eye movement" (movimento rápido de olhos) e significa "focar nos sonhos e nos olhos [...] Os olhos são nossos comunicadores mais eficazes". 
A primeira coleção foi nomeada "Chapter 1: Ultraviolet" e apresentou 12 produtos principais com itens para lábios e olhos. Já a segunda linha, "Chapter 2: Goodnight & Go", inclui produtos para a pele e outros itens básicos de maquiagem. 
Em outubro de 2024, a marca lançou uma coleção inspirada no musical Wicked, no qual a fundadora, Ariana Grande, faz o papel de Glinda no filme homônimo.